# Кудрицкайте, Гауденция Ионовна
Гауденция Ионовна Кудрицкайте (Наурецкене) — советский литовский хозяйственный деятель, Герой Социалистического Труда.

## Биография
Родилась в 1930 году в Саугелауке. Член КПСС.
В 1949—1990 — колхозница, доярка, заведующая фермой, телятница колхоза «Барюнай» Ионишкского района Литовской ССР.
Указом Президиума Верховного Совета СССР от 1 октября 1965 года присвоено звание Героя Социалистического Труда с вручением ордена Ленина и золотой медали «Серп и Молот».
Жила в Литве.

## Награды и звания
- Герой Социалистического Труда (01.10.1965)
- Орден Ленина (01.10.1965)